# Maliit
Maliit（マリート）は自由ソフトウェアのインプットメソッドフレームワークである。名称はタガログ語で「小さい」を意味する語に由来する。主にタッチパネル端末向けに設計され、ソフトウェアキーボードを実装することで物理キーボードの存在なしにテキストの入力を可能にしている。
MaliitはNokia N9、KDE Plasma Active、OLPC端末、Ubuntu Touchで標準コンポーネントとして採用されている。

## 歴史
元々はノキアによってMeeGo Touchフレームワークの一部として開発され、MeeGo HandsetのDay 1リリースにも含まれている。ライセンスはGNU LGPLが採用されたが、ソフトウェアキーボードについては後にBSDライセンスに改められた。
MeeGoプロジェクトの終了後は自由ソフトウェアのコンサルティング会社Openismusによる独立したプロジェクトとなり、2011年6月20日に最初の公式リリースである0.80.0がリリースされた。
2013年3月27日にリリースされた開発版系列の0.99ではQt4からQt5に切り替えられた。

## 特徴
Maliitはプラグインベースの構造を採用し、単語の訂正、予測、マルチタッチ、コンテキスト感知レイアウト（例えば、メールアドレス入力欄では","キーが"@"に置き換わる）などの機能を備えている。
MaliitはX11およびWayland上で動作する。また、Microsoft Windowsへの移植も進行中である。